# 高柳匡
高柳匡（1975年10月11日—）是一位日本物理学家，出生于神奈川縣川崎市。京都大学基础物理学研究所教授，专长于粒子物理學。
他与笠真生一起提出了AdS/CFT对偶中的笠–高柳猜想 。

## 生平
- 1998年东京大学理学院物理系毕业
- 2002年东京大学大学院理学研究科理學博士畢业
- 2002年哈佛大学杰斐逊研究所研究员
- 2005年加州大學聖塔芭芭拉分校凱維里理論物理研究所研究员
- 2006年京都大学研究生院理学研究科助教（后改为助理教授）
- 2008年东京大学科維理宇宙物理學與數學研究所项目副教授
- 2012年京都大学基础物理学研究所教授

## 获奖
- 2011年：汤川纪念财团/木村理惠理论物理学奖
- 2013年：西宫汤川纪念奖[4]
- 2015年：基礎物理學突破獎[5]
- 2016年：仁科紀念獎[6]
- 2024年：狄拉克奖（ICTP）[7]

## 學術刊物
- 笠真生、高柳匡：Holographic derivation of entanglement entropy from AdS/CFT, Phys. Rev. Lett., Band 96, 2006, S. 181602, Arxiv （页面存档备份，存于）
- Tatsuma Nishioka、笠真生、高柳匡：Holographic entanglement entropy: an overview, J.Phys. A, Band 42, 2009, S. 504008, Arxiv （页面存档备份，存于）

## 外部链結
- 高柳匡的主页 （页面存档备份，存于）